# Grupo de Trabajo Internacional para Asuntos Indígenas
El Grupo de Trabajo Internacional para Asuntos Indígenas (IWGIA por sus siglas en inglés) es una organización independiente sin ánimo de lucro centrada en los derechos humanos internacionales, cuyo propósito principal es aprobar y promover los derechos colectivos del mundo de los pueblos indígenas. Establecido en 1968, el IWGIA está registrado como organización sin ánimo de lucro en Dinamarca, con la sede central de su Secretaría en Copenhague. El trabajo del IWGIA es principalmente financiado por los ministerios nórdicos de asuntos exteriores y la Unión Europea.
Es IWGIA tiene estatus consultivo en el Consejo Económico y Social de las Naciones Unidas (ECOSOC) y estatus de observador en el Consejo Ártico y en la Comisión Africana de Derechos Humanos y de los Pueblos.

## Historia
La constitución del IWGIA como un cuerpo se propuso por primera vez, y se inició, en agosto de 1968, en el 38.º Congreso Internacional de Americanistas, celebrado en Múnich y Stuttgart. Formado como un ente de cooperación de antropólogos y activistas de derechos humanos, el IWGIA se preocupó inicialmente por hacer frente a las amenazas planteadas por el rápido desarrollo de asentamientos e industrias entre los grupos indígenas de la Cuenca del Amazonas. Primero se estableció en Brasil y Paraguay una red para la reivindicación y el activismo indígenas. Después el IWGIA expandió sus actividades e implicación a las preocupaciones de los pueblos indígenas americanos en general. Posteriormente los grupos de trabajo del IWGIA, apoyo a la reivindicación y publicación de investigaciones, se extendieron para cubrir los asuntos indígenas en todos los continentes.
Desde la adopción, el 28 de mayo de 2000, de cambios en sus estatutos, el IWGIA se constituye como una organización de afiliación: los miembros pagan una cuota anual para el funcionamiento de la organización y la financiación de sus actividades.

## Actividades
El IWGIA apoya a las organizaciones de pueblos indígenas a través de sus programas regionales y temáticos. A fecha de junio de 2012 tiene tres programas regionales —sobre África, Latinoamérica y Asia— y un programa de país, apoyando a los pueblos indígenas en la Federación rusa, más un programa sobre cambio climático, que apoya la participación indígena en procesos internacionales contra el cambio climático, concienciación y actividades locales ligadas a estrategias de reducción de las emisiones de la deforestación (REDD+ por sus siglas en inglés) nacionales.
El programa de derechos humanos apoya la participación de los pueblos indígenas en mecanismos internacionales de derechos humanos, como el Foro Permanente para las Cuestiones Indígenas de la ONU.
El programa de publicaciones incluye la publicación del anuario del IWGIA "El mundo indígena", así como una variedad de libros, informes sobre derechos humanos, artículos informativos, manuales y vídeos mayoritariamente en inglés y español. Aunque el IWGIA también ha publicado ocasionalmente en danés, hindi, francés y otras lenguas.